# Comores
Comores, oficialmente União das Comores,  é um país independente da África Austral, localizado no extremo norte do canal de Moçambique na costa oriental da África. Sua capital e maior cidade é Moroni, na Grande Comore.
Comores é o quarto menor país africano em área territorial. A população é estimada em 798 000 habitantes. Embora especule-se que o nome "Comores" se origine de povos árabes que teriam primeiro chegado às ilhas, o nome na verdade é oriundo da polinésia antiga, dos povos da Melanésia que se estabeleceram nas ilhas. O nome "Comores" foi tomado da antiga palavra polinésia "Chammoras", significando um de seus outros assentamentos. Estes habitantes tinham sua própria língua, que foi parcialmente influenciada pelos árabes que chegaram posteriormente. A União de Comores tem três línguas oficiais: comoriano, árabe e francês. Como uma nação formado em uma encruzilhada de diferentes civilizações, o arquipélago é conhecido por sua cultura e história diversificada. O arquipélago foi primeiramente habitado por falantes do idioma bantu que vieram da África Oriental, seguidos por imigrantes árabes e austronésios.
Oficialmente, além de muitas ilhas pequenas, o país é composto por três grandes ilhas do arquipélago de Comores: Grande Comore (Ngazidja), Mohéli (Mwali) e Anjouan (Nzwani). A nação também reivindica a ilha de Maiote que, no entanto, nunca foi administrada pelo governo comorense. Em vez disso, Maiote continua a ser administrada pela França (atualmente como um departamento ultramarino), uma vez que foi a única ilha do arquipélago a votar contra a independência em 1974. A França, desde então, tem vetado no Conselho de Segurança das Nações Unidas resoluções que reafirmariam a soberania de Comores sobre a ilha. Além disso, Maiote tornou-se um departamento ultramarino e uma região da França em 2011, após um referendo popular aprovado por maioria esmagadora.
Tornou-se parte do Império Colonial Francês no final do século XIX antes de se tornar independente em 1975. Desde que declarou a independência, o país sofreu mais de 20 golpes de Estado ou tentativas de golpe, com vários chefes de Estado assassinados. Juntamente com esta constante instabilidade política, a população das Comores vive com a pior desigualdade de renda de qualquer país, com um coeficiente de Gini acima de 60%, ao mesmo tempo em que possui um dos piores Índices de Desenvolvimento Humano do mundo. Em 2008, cerca de metade da população das Comores vivia abaixo da linha da pobreza, com menos de US$ 1,25 por dia. A região insular francesa de Maiote, que é o território mais próspero no Canal de Moçambique, é o principal destino dos imigrantes ilegais comorenses que fogem do seu país.
As Comores é um estado membro da União Africana, Francofonia, Organização para a Cooperação Islâmica, Liga Árabe (da qual é o estado mais meridional, sendo o único estado membro da Liga Árabe com um clima tropical e também inteiramente dentro do Hemisfério Sul) e a Comissão do Oceano Índico.

## História

### Período pré-colonial
Acredita-se que os primeiros habitantes humanos das Ilhas Comores tenham sido colonos austronésios viajando de barco de ilhas no sudeste da Ásia. Essas pessoas chegaram o mais tardar no século VI, a data do mais antigo sítio arqueológico conhecido, encontrado em Nzwani, embora tenha sido postulado o início da colonização já no primeiro século.
As ilhas das Comores eram povoadas por uma sucessão de povos da costa da África, da Península Arábica e do Golfo Pérsico, do Arquipélago Malaio e de Madagascar. Os colonos de língua bantu chegaram às ilhas como parte da maior expansão Bantu que ocorreu na África durante o primeiro milênio.
Segundo a mitologia pré-islâmica, um jinni (espírito) lançou uma joia, que formou um grande inferno circular. Este tornou-se o vulcão Karthala, que criou a ilha de Grande Comoro.
O desenvolvimento das Comores é dividido em fases. A primeira fase registrada de forma confiável é a fase Dembeni (do nono ao décimo século), durante a qual cada ilha manteve uma única aldeia central. Do décimo primeiro ao décimo quinto século, o comércio com a ilha de Madagascar e mercadores do Oriente Médio floresceu, aldeias menores surgiram e as cidades existentes se expandiram. Muitos comorenses podem traçar suas genealogias aos antepassados de Iêmen, principalmente Hadramaute, e Omã.

### Período medieval
Segundo a tradição local, em 632, ao ouvir sobre o Islã, os ilhéus teriam enviado um emissário, Mtswa-Mwindza, para Meca - mas quando chegou lá, o profeta Maomé havia morrido. No entanto, após uma estadia em Meca, ele retornou a Ngazidja e liderou a conversão gradual de seus ilhéus ao islamismo.
Entre os primeiros relatos da África Oriental, as obras de Almaçudi descrevem as primeiras rotas comerciais islâmicas, e como a costa e as ilhas eram frequentemente visitadas por muçulmanos, incluindo mercadores persas e árabes e marinheiros em busca de coral, âmbar, marfim, ouro e escravos. Eles também trouxeram o Islã para os zanjes, incluindo as Comores. Como a importância das Comores cresceu ao longo da costa da África Oriental, tanto pequenas como grandes mesquitas foram construídas. Apesar de sua distância da costa, as Comores estão situadas ao longo da costa suaíli na África Oriental. Era um importante centro de comércio e uma importante localização em uma rede de cidades comerciais que incluía Quíloa, na atual Tanzânia, Sofala (uma saída para o ouro do Zimbábue), em Moçambique, e Mombaça, no Quênia.
Após a chegada dos portugueses no início do século XV e o subsequente colapso dos sultanatos da África Oriental, o poderoso sultão de Omã Ceife ibne Sultão começou a derrotar os holandeses e portugueses. Seu sucessor, Saíde ibne Sultão, aumentou a influência dos árabes de Omã na região, transferindo sua administração para Zanzibar, que estava sob o domínio de Omã. No entanto, as Comores permaneceram independentes e, embora as três ilhas menores fossem geralmente unificadas politicamente, a maior ilha, Ngazidja, era dividida em vários reinos autônomos (ntsi).
Na época em que os europeus mostraram interesse nas Comores, os ilhéus estavam bem posicionados para tirar proveito de suas necessidades, fornecendo inicialmente navios da rota para a Índia e, mais tarde, escravos para as ilhas de plantação nas Ilhas Mascarenhas.

### Colonização europeia
Os exploradores portugueses visitaram primeiramente o arquipélago em 1503. As ilhas forneceram provisões ao forte português em Moçambique durante o século XVI.
Em 1793, os guerreiros malgaxes de Madagascar começaram a atacar as ilhas em busca de escravos. Nas Comores, foi estimado em 1865 que até 40% da população consistia de escravos. A França estabeleceu pela primeira vez o domínio colonial nas Comores em 1841. Os primeiros colonizadores franceses desembarcaram em Maiote, e Andriantsoly (também conhecido como Andrian Tsouli, o Sakalava Dia-Ntsoli, o Sakalava de Boina, e o rei malgaxe de Maiote) assinaram o Tratado de Abril de 1841, que cedeu a ilha às autoridades francesas.
As Comores serviram como uma estação de caminho para os comerciantes que navegavam para o Extremo Oriente e a Índia até a abertura do Canal de Suez reduzir significativamente o tráfego que passava pelo Canal de Moçambique. As mercadorias nativas exportadas pelas Comores eram cocos, gado e tartaruga. Colonos franceses, empresas francesas e comerciantes árabes ricos estabeleceram uma economia baseada em plantações que usava cerca de um terço das terras para exportação. Após sua anexação, a França converteu Maiote em uma colônia de plantação de açúcar. As outras ilhas logo foram transformadas, e as principais culturas de baunilha, café, cacau e sisal foram introduzidas.

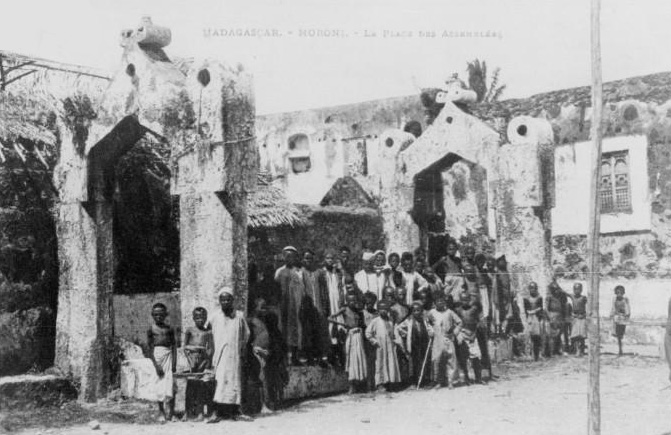
Uma praça pública em Moroni em 1908.

Em 1886, Mohéli foi colocado sob proteção francesa pelo seu sultão Mardjani Abdou Cheikh. Nesse mesmo ano, apesar de não ter autoridade para fazê-lo, o sultão Said Ali de Bambao, um dos sultanatos de Ngazidja, colocou a ilha sob proteção francesa em troca do apoio francês de sua reivindicação à ilha inteira, que manteve até sua abdicação. em 1910. Em 1908, as ilhas foram unificadas sob uma única administração (Colônia de Maiote e Dependências) e colocadas sob a autoridade do governador colonial francês de Madagascar. Em 1909, o sultão Said Muhamed de Anjouan abdicou em favor do domínio francês. Em 1912, a colônia e os protetorados foram abolidos e as ilhas tornaram-se uma província da colônia de Madagascar.
Um acordo foi alcançado com a França em 1973 para as Comores se tornar independente em 1978. Os deputados de Maiote se abstiveram. Referendos foram realizados em todas as quatro ilhas. Três votaram pela independência por grandes margens, enquanto Maiote votou contra e permanece sob administração francesa. Em 6 de julho de 1975, no entanto, o parlamento comoriano aprovou uma resolução unilateral declarando independência. Ahmed Abdallah proclamou a independência do Estado Comoriano (État Comorien; دولة القمر) e tornou-se seu primeiro presidente.

### Pós-independência
Os próximos 30 anos foram um período de turbulência política. Em 3 de agosto de 1975, menos de um mês após a independência, o presidente Ahmed Abdallah foi afastado do cargo em um golpe armado e substituído pela Frente Nacional Unida do membro das Comores, Said Mohamed Jaffar. Meses depois, em janeiro de 1976, Jaffar foi deposto em favor de seu ministro da Defesa Ali Soilih.
Neste momento, a população de Maiote votou contra a independência da França em dois referendos. A primeira, realizada em 22 de dezembro de 1974, obteve 63,8% de apoio à manutenção dos laços com a França, enquanto a segunda, realizada em fevereiro de 1976, confirmou o voto com esmagadores 99,4%. As três ilhas restantes, governadas pelo presidente Soilih, instituíram uma série de políticas socialistas e isolacionistas que logo estreitaram as relações com a França. Em 13 de maio de 1978, Bob Denard voltou para derrubar o presidente Soilih e restabelecer Abdallah com o apoio dos governos francês, rodesiano e sul-africano. Durante o breve governo de Soilih, ele enfrentou sete tentativas adicionais de golpe até que ele foi finalmente forçado a deixar o cargo e assassinado.
Nos dez anos seguintes, Bob Denard atuou como o primeiro conselheiro de Abdallah; apelidado de “vice-rei das Comores”, ele às vezes era considerado o verdadeiro homem forte do regime. Muito próximo da África do Sul, que financiou sua “guarda presidencial”, ele permitiu que Paris contornasse o embargo internacional ao regime do apartheid por meio de Moroni. Ele também criou um corpo permanente de mercenários do arquipélago para intervir, a pedido de Paris ou Pretória, em conflitos na África. Em contraste com Soilih, a presidência de Abdallah foi marcada pelo governo ditatorial e aumentou a adesão ao Islã tradicional. O país foi renomeado para República Islâmica Federal das Comores (République Fédérale Islamique des Comores; جمهورية القمر الإتحادية الإسلامية). Abdallah continuou como presidente até 1989, quando, temendo um provável golpe de Estado, ele assinou um decreto ordenando que a Guarda Presidencial, liderada por Bob Denard, desarmasse as forças armadas. Logo após a assinatura do decreto, Abdallah foi supostamente assassinado a tiros em seu escritório por um oficial militar descontente, apesar de fontes posteriores afirmarem que um míssil antitanque foi lançado em seu quarto e o matou. Embora Denard também estivesse ferido, suspeita-se que o assassino de Abdallah era um soldado sob seu comando.
Poucos dias depois, Bob Denard foi evacuado para a África do Sul por paraquedistas franceses. Said Mohamed Djohar, meio-irmão mais velho de Soilih, tornou-se presidente e serviu até setembro de 1995, quando Bob Denard retornou e tentou outro golpe. Desta vez, a França interveio com os paraquedistas e forçou Denard a se render. Os franceses removeram Djohar para Reunião, e Mohamed Taki Abdoulkarim, apoiado por Paris, tornou-se presidente eleito. Ele liderou o país de 1996, durante uma época de crises trabalhistas, repressão do governo e conflitos separatistas, até sua morte em novembro de 1998. Ele foi sucedido pelo presidente interino Tadjidine Ben Said Massounde.
As ilhas de Anjouan e Mohéli declararam sua independência das Comores em 1997, em uma tentativa de voltar a tornarem-se uma colônia francesa, mas a França rejeitou o pedido, levando a confrontos sangrentos entre tropas federais e insurgentes separatistas. Em abril de 1999, o coronel Azali Assoumani, chefe do Estado-Maior do Exército, tomou o poder em um golpe sem derramamento de sangue, derrubando o presidente interino Massounde, alegando fraca liderança diante da crise. Este foi o 18º golpe de Estado ou tentativa de golpe desde a independência das Comores em 1975.
Azali não conseguiu consolidar o poder e restabelecer o controle sobre as ilhas, o que foi alvo de críticas internacionais. A União Africana, sob os auspícios do presidente Thabo Mbeki da África do Sul, impôs sanções a Anjouan para ajudar a negociar e a reconciliar. O nome oficial do país foi mudado para a União das Comores e um novo sistema de autonomia política foi instituído para cada ilha.
Azali deixou o cargo em 2002 para concorrer à eleição democrática do Presidente das Comores, que ele ganhou. Sob a pressão internacional em curso, como um governante militar que originalmente chegou ao poder pela força, e nem sempre foi democrático enquanto estava no cargo, Azali liderou as Comores através de mudanças constitucionais que permitiram novas eleições. A Lei de Responsabilidades foi aprovada no início de 2005, que define as responsabilidades de cada órgão governamental e está em processo de implementação. As eleições de 2006 foram ganhas por Ahmed Abdallah Mohamed Sambi, um clérigo muçulmano sunita apelidado de "Ayatollah" pelo tempo que passou estudando o Islã no Irã. Azali honrou os resultados das eleições, permitindo assim a primeira troca pacífica e democrática de poder para o arquipélago.
O coronel Mohammed Bacar, um ex-policial treinado na França, tomou o poder como presidente em Anjouan em 2001. Ele organizou uma votação em junho de 2007 para confirmar sua liderança que foi rejeitada como ilegal pelo governo federal de Comores e pela União Africana. Em 25 de março de 2008, centenas de soldados da União Africana e das Comores capturaram Anjouan, controlado pelos rebeldes, geralmente recebido pela população: houve relatos de centenas, senão milhares, de pessoas torturadas durante o mandato de Bacar. Alguns insurgentes foram mortos e feridos, mas não há números oficiais. Pelo menos 11 civis ficaram feridos. Alguns funcionários foram presos. Bacar fugiu em uma lancha para o território de Maiote, no Oceano Índico, em busca de asilo. Seguiram-se protestos antifranceses nas Comores.
Desde a independência da França, as Comores experimentaram mais de 20 golpes de Estado ou tentativas de golpes.
Após as eleições no final de 2010, o ex-vice-presidente Ikililou Dhoinine foi empossado como presidente em 26 de maio de 2011. Um membro do partido governista, foi apoiado nas eleições pelo atual presidente Ahmed Abdallah Mohamed Sambi. Dhoinine é o primeiro presidente das Comores da ilha de Mohéli. Após as eleições de 2016, Azali Assoumani tornou-se presidente para um terceiro mandato.

## Geografia

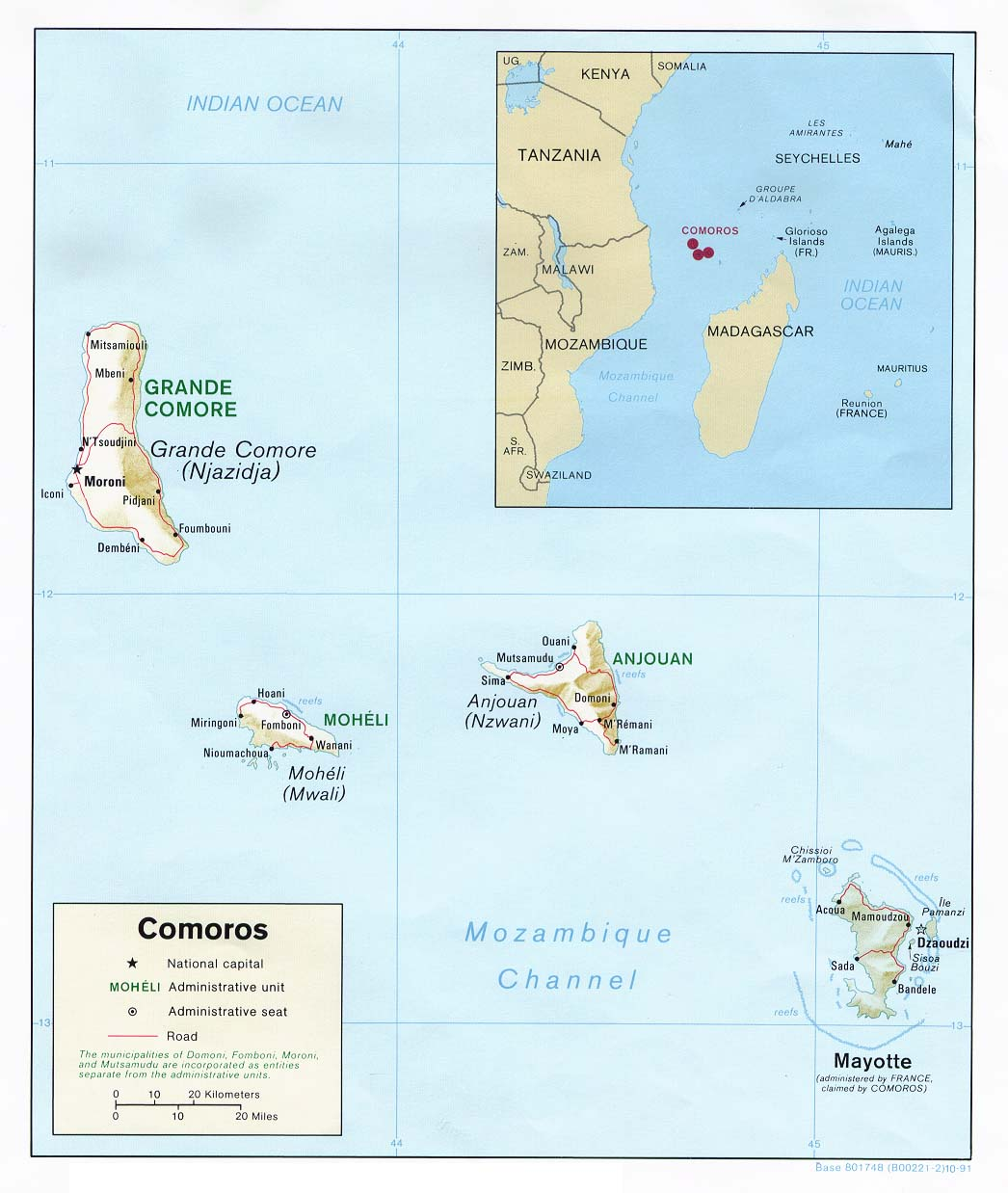
Mapa das Comores e Maiote

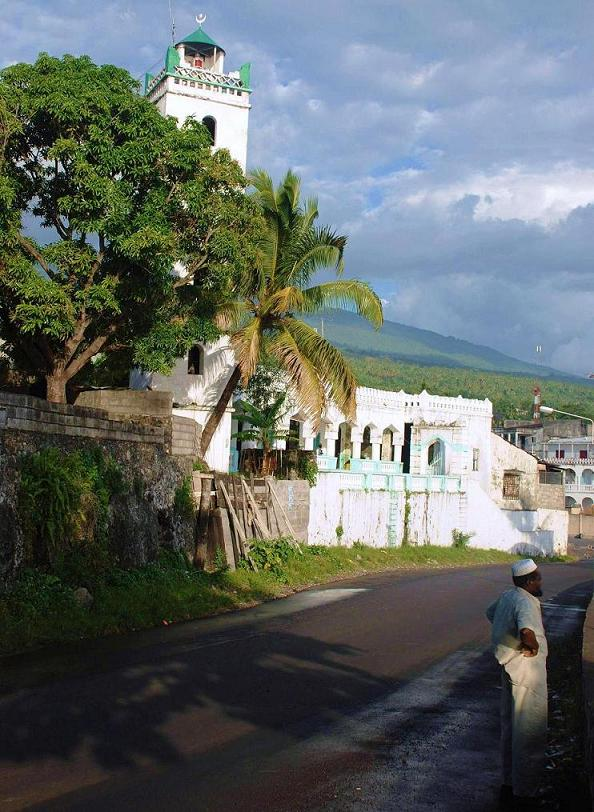
Uma mesquita localizada em Moroni

As Comores são formadas por Ngazidja (Grande Comore), Mwali (Mohéli) e Nzwani (Anjouan), três ilhas principais no arquipélago das Comores, bem como muitas ilhotas menores. As ilhas são oficialmente conhecidas por seus nomes em língua comorense, embora fontes internacionais ainda usem seus nomes franceses (dados entre parênteses).[carece de fontes?] A capital e maior cidade do país, Moroni, está localizada em Ngazidja. O arquipélago está situado no Oceano Índico, no Canal de Moçambique, entre a costa africana (mais próxima de Moçambique e da Tanzânia) e Madagáscar, sem fronteiras terrestres.
Com 1862 km², as Comores são um dos menores países do mundo. As Comores reivindicam 320 000 km² de águas territoriais. Os interiores das ilhas variam de montanhas íngremes a colinas baixas.
Ngazidja é o maior do arquipélago das Comores, aproximadamente igual em área para as outras ilhas combinadas. É também a ilha mais recente e, portanto, tem solo rochoso. Os dois vulcões da ilha, o Monte Karthala (ativo) e La Grille (dormente), e a falta de bons portos são características distintivas de seu terreno. Mwali, com capital em Fomboni, é a menor das quatro ilhas principais. Nzwani, cuja capital é Mutsamudu, tem uma forma distintiva triangular causada por três cadeias montanhosas - Sima, Nioumakélé e Jimilimé - que emanam de um pico central, o Monte N'Tingui (1575 m).
As ilhas do Arquipélago das Comores foram formadas por atividade vulcânica. O Monte Karthala, um vulcão de escudo ativo localizado em Ngazidja, é o ponto mais alto do país, com 2361 metros. Ele contém o maior pedaço de floresta tropical desaparecida das Comores. Karthala é atualmente um dos vulcões mais ativos do mundo, com uma pequena erupção em maio de 2006, e erupções anteriores em abril de 2005 e 1991. Na erupção de 2005, que durou de 17 a 19 de abril, 40 mil cidadãos tiveram que evacuar, e o lago da cratera na caldeira do vulcão foi destruído por 3 a 4 km.[carece de fontes?]
As Comores também reivindicam as Ilhas Esparsas e as Ilhas Gloriosas, atualmente parte das Terras Austrais e Antárticas Francesas. As Ilhas Gloriosas foram administradas pelas Comores coloniais antes de 1975, e por isso são por vezes consideradas parte do Arquipélago das Comores. O Banco do Geyser, uma antiga ilha no arquipélago das Comores, atualmente um recife submerso, está geograficamente localizado nas Ilhas Esparsas, mas foi anexado por Madagascar em 1976 como um território não reclamado. As Comores e a França ainda visualizam o Banco do Geyser como parte das Ilhas Gloriosas e, portanto, parte de sua zona econômica exclusiva. Além dessas ilhas, as Comores reclamam a ilha de Maiote, a ilha mais a leste do arquipélago, e atualmente administrada como um departamento ultramarino da França.

### Clima
O clima é geralmente tropical e ameno, e as duas estações principais são distinguíveis por sua chuva. A temperatura atinge uma média de 29–30 °C em março, o mês mais quente na estação chuvosa (chamado localmente de kashkazi/kaskazi, que significa monção norte, que vai de dezembro a abril), e uma média baixa de 19 °C na estação fria e seca (kusi, que significa monção sul, que ocorre de maio a novembro). As ilhas raramente são sujeitas a ciclones.

### Biodiversidade
As ilhas abrigam uma ecorregião única, conhecida como Florestas das Comores. Estas ilhas vulcânicas são ricas em vida selvagem com espécies endêmicas, incluindo quatro espécies de aves ameaçadas de extinção que vivem no Monte Karthala. Tanto a flora como a fauna são semelhantes a Madagáscar, embora existam mais de 500 espécies de plantas endémicas das Comores. Há mais pássaros, mamíferos e répteis do que se esperaria encontrar em uma ilha do Oceano Índico, incluindo lêmures, como nas proximidades de Madagascar. As espécies endêmicas incluem 21 espécies de aves, 9 espécies de répteis e duas espécies de morcegos frugívoros (Pteropus livingstonii e Rousettus obliviosus). Outros mamíferos incluem o lêmure-de-mangusto (Eulemur mongoz) e uma subespécie do morcego das Seychelles (Pteropus seychellensis comorensis).[carece de fontes?]
Em dezembro de 1952, um exemplar do peixe Coelacanth foi re-descoberto na costa de Comores. A espécie de 66 milhões de anos foi considerada extinta até sua primeira aparição em 1938 na costa sul-africana. Entre 1938 e 1975, 84 espécimes foram capturados e registrados.

## Demografia
Com 885 701 habitantes, as Comores são um dos países menos populosos do mundo, mas também um dos mais densamente povoados, com uma média de 275 habitantes por km². Em 2001, 34% da população era considerada urbana, mas espera-se que cresça, já que o crescimento da população rural é negativo, enquanto o crescimento da população em geral ainda é relativamente alto.
Quase metade da população das Comores tem menos de 15 anos. Os principais centros urbanos do país incluem Moroni, Mutsamudu, Domoni, Fomboni e Tsémbéhou. Existem entre 200 mil e 350 mil imigrantes comorenses vivendo na França, a maioria em Marselha, embora também haja muitos imigrantes comorenses em Paris e Lyon.
As ilhas das Comores compartilham principalmente origens árabes africanas. Um dos maiores grupos étnicos nas várias ilhas de Comores continua a ser os Shirazis. As minorias incluem os malgaxes (cristãos) e indianos, bem como outras minorias, na maioria descendentes dos primeiros colonizadores franceses. Os chineses também estão presentes em partes de Grande Comore (especialmente Moroni). Uma pequena minoria branca de franceses com outros descendentes europeus (ou seja, holandeses, ingleses e portugueses) vive nas Comores. A maioria dos franceses deixou o país após a independência em 1975.

### Idiomas
O idioma mais falado nas Comores é o comoriano, conhecido localmente como Shikomori. É uma língua relacionada ao suaíli, com quatro variantes diferentes (Shingazidja, Shimwali, Shinzwani e Shimaore) sendo faladas em cada uma das quatro ilhas. Tanto o alfabeto árabe quanto o latino é usado, sendo o árabe o mais usado, e uma ortografia oficial foi desenvolvida recentemente para o alfabeto latino.
Árabe e francês também são línguas oficiais, juntamente com o comoriano. O árabe é amplamente usado como segunda língua, sendo a língua do ensino do Alcorão. O francês é a língua administrativa e a língua de toda a educação formal não corânica.[carece de fontes?]

### Religião

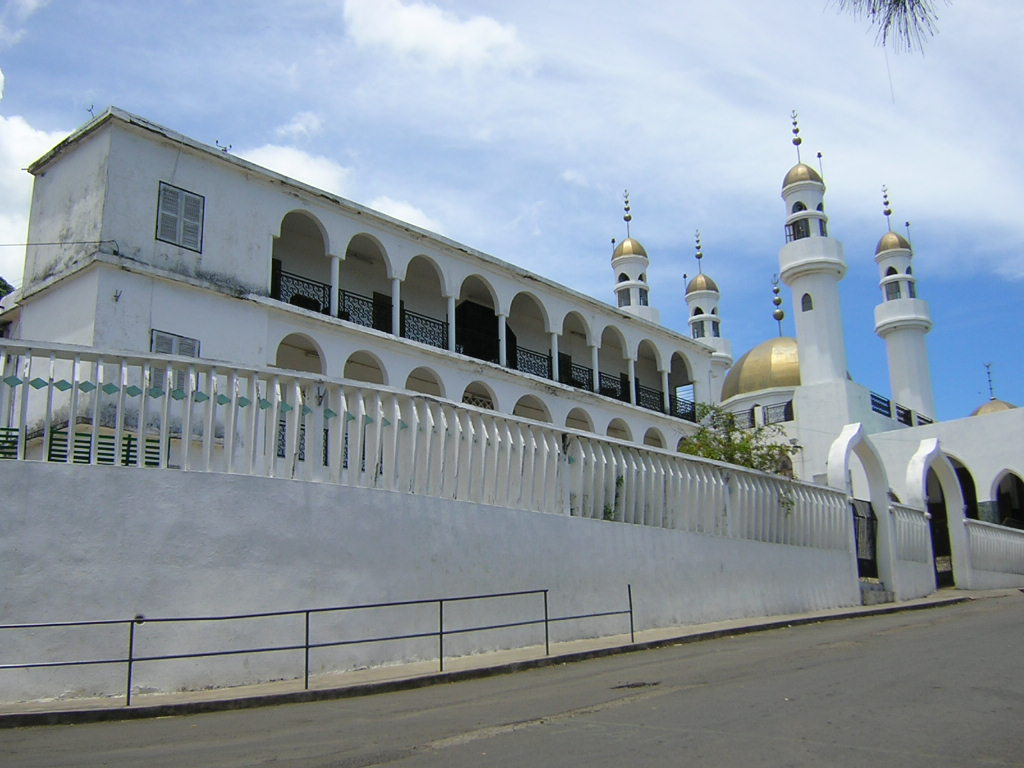
Uma mesquita em Moroni, nas Comores.

O islamismo sunita é a religião mais praticada, representando 99% da população. Uma minoria da população das Comores, principalmente imigrantes franceses, é cristã católica romana. Comores é o único país de maioria muçulmana na África Austral e o segundo território de maioria muçulmana mais meridional depois do território francês de Maiote.

## Política
As Comores são uma república presidencialista federal com um sistema multipartidário. O Presidente das Comores é chefe de Estado e chefe de governo. A Constituição das Comores foi aprovada por referendo em 23 de dezembro de 2001. Anteriormente governada por uma ditadura militar, a transferência de poder de Azali Assoumani para Ahmed Abdallah Mohamed Sambi em maio de 2006 foi um divisor de águas como a primeira transferência pacífica na história das Comores.
O Poder Executivo é exercido pelo governo. O poder legislativo é representado pela Assembleia da União, que possui 33 membros eleitos para um mandato de cinco anos. O preâmbulo da constituição garante uma inspiração islâmica no governo, um compromisso com os direitos humanos, vários direitos específicos enumerados, e a democracia, "um destino comum" para todos os Comorianos. Cada uma das ilhas (de acordo com o Título II da Constituição) tem uma grande autonomia na União, incluindo as suas próprias constituições (ou Lei Fundamental), presidente e Parlamento. A presidência e a Assembleia da União são distintas de cada um dos governos das ilhas. A presidência da União gira entre as ilhas. Mohéli detém a atual presidência rotativa, e por isso Ikililou Dhoinine é presidente da União; Grand Comore e Anjouan seguem em mandatos de quatro anos.
O sistema legal comoriano baseia-se na lei islâmica, no Código Napoleônico francês e no direito consuetudinário. Os anciãos da aldeia, conhecidos como kadis ou tribunais civis resolvem a maioria das disputas. O judiciário é independente do legislativo e do executivo. O Supremo Tribunal funciona como um Conselho Constitucional na resolução de questões constitucionais e na supervisão de eleições presidenciais. Como Supremo Tribunal de Justiça, o Supremo Tribunal também arbitra em casos em que o governo é acusado de prática ilegal. O Supremo Tribunal é composto por dois membros selecionados pelo presidente, dois eleitos pela Assembleia da União e um pelo conselho de cada ilha.
Cerca de 80% do orçamento anual do governo central é gasto no complexo sistema eleitoral do país, que prevê um governo semiautônomo e presidente para cada uma das três ilhas e uma presidência rotativa para o governo geral da União. Um referendo ocorreu em 16 de maio de 2009 para decidir se haveria uma redução na pesada burocracia política do governo. 52,7% dos eleitores votaram e 93,8% dos votos foram aprovados pelo referendo. O referendo faria com que o presidente de cada ilha se tornasse um governador e os ministros se tornassem conselheiros.

### Relações exteriores
Em novembro de 1975, as Comores se tornaram o 143º membro das Nações Unidas. O novo país foi definido como abrangendo todo o arquipélago, embora os cidadãos de Maiote decidissem se tornar cidadãos franceses e manter sua ilha como um território francês.
As Comores repetidamente pressionaram sua reivindicação a Maiote antes da Assembleia Geral das Nações Unidas, que adotou uma série de resoluções sob o título "Questão da Ilha Comoriana de Maiote", opinando que Maiote pertence às Comores sob o princípio de que a integridade territorial de territórios coloniais deve ser preservada após a independência. Como uma questão prática, no entanto, essas resoluções têm pouco efeito e não há probabilidade previsível de que Maiote se torne parte de facto das Comores sem o consentimento do seu povo. Mais recentemente, a Assembleia manteve esse item em sua agenda, mas o deferiu de ano para ano sem tomar medidas. Outros órgãos, incluindo a Organização da Unidade Africana, o Movimento dos Países Não Alinhados e a Organização da Cooperação Islâmica, questionaram a soberania francesa sobre Maiote. Para acabar com o debate e evitar a integração à força na União das Comores, a população de Maiote optou por se tornar um departamento ultramarino e uma região da França em um referendo de 2009. O novo estatuto entrou em vigor em 31 de março de 2011 e Maiote foi reconhecida como uma região ultraperiférica pela União Europeia em 1 de janeiro de 2014. Esta decisão integra Maiote com a França.
As Comores são membros da União Africana, da Liga Árabe, do Banco Mundial, do Fundo Monetário Internacional, da Comissão do Oceano Índico e do Banco Africano de Desenvolvimento. Em maio de 2013, a União das Comores tornou-se conhecida por interpor um recurso ao Gabinete do Procurador do Tribunal Penal Internacional relativo ao "ataque israelita de 31 de maio de 2010 à Flotilha de Ajuda Humanitária com destino à Faixa de Gaza". Em novembro de 2014, o Promotor do TPI acabou decidindo que os eventos constituíam crimes de guerra, mas não atendiam aos padrões de gravidade de levar o caso ao TPI. A taxa de emigração de trabalhadores qualificados foi de cerca de 21,2% em 2000.

### Forças armadas
Os recursos militares das Comores consistem de um pequeno exército permanente e uma força policial de 500 membros, bem como uma força de defesa de 500 membros. Um tratado de defesa com a França fornece recursos navais para a proteção de águas territoriais, treinamento de militares comorianos e vigilância aérea. A França mantém alguns oficiais seniores presentes nas Comores a pedido do governo. A França mantém uma pequena base marítima e um Destacamento da Legião Estrangeira Francesa em Maiote.
Uma vez que o novo governo foi instalado em maio-junho de 2011, uma missão de peritos do Centro Regional da ONU para a Paz e o Desarmamento na África chegou às Comores e produziu diretrizes para a elaboração de uma política de segurança nacional, que foram discutidas pelas autoridades de defesa nacional e pela sociedade civil.

## Subdivisões
As Comores são divididas em ilhas autónomas. Cada ilha está dividida em comunas. Por razões administrativas, as comunas estão agrupadas em prefeituras, distribuídas da seguinte forma:
- Grande Comore (Ngazidja), capital: Moroni - 8 prefeituras;
- Anjouan (Ndzuwani), capital: Mutsamudu - 5 prefeituras;
- Moheli (Mwali), capital: Fomboni - 3 prefeituras.

## Economia

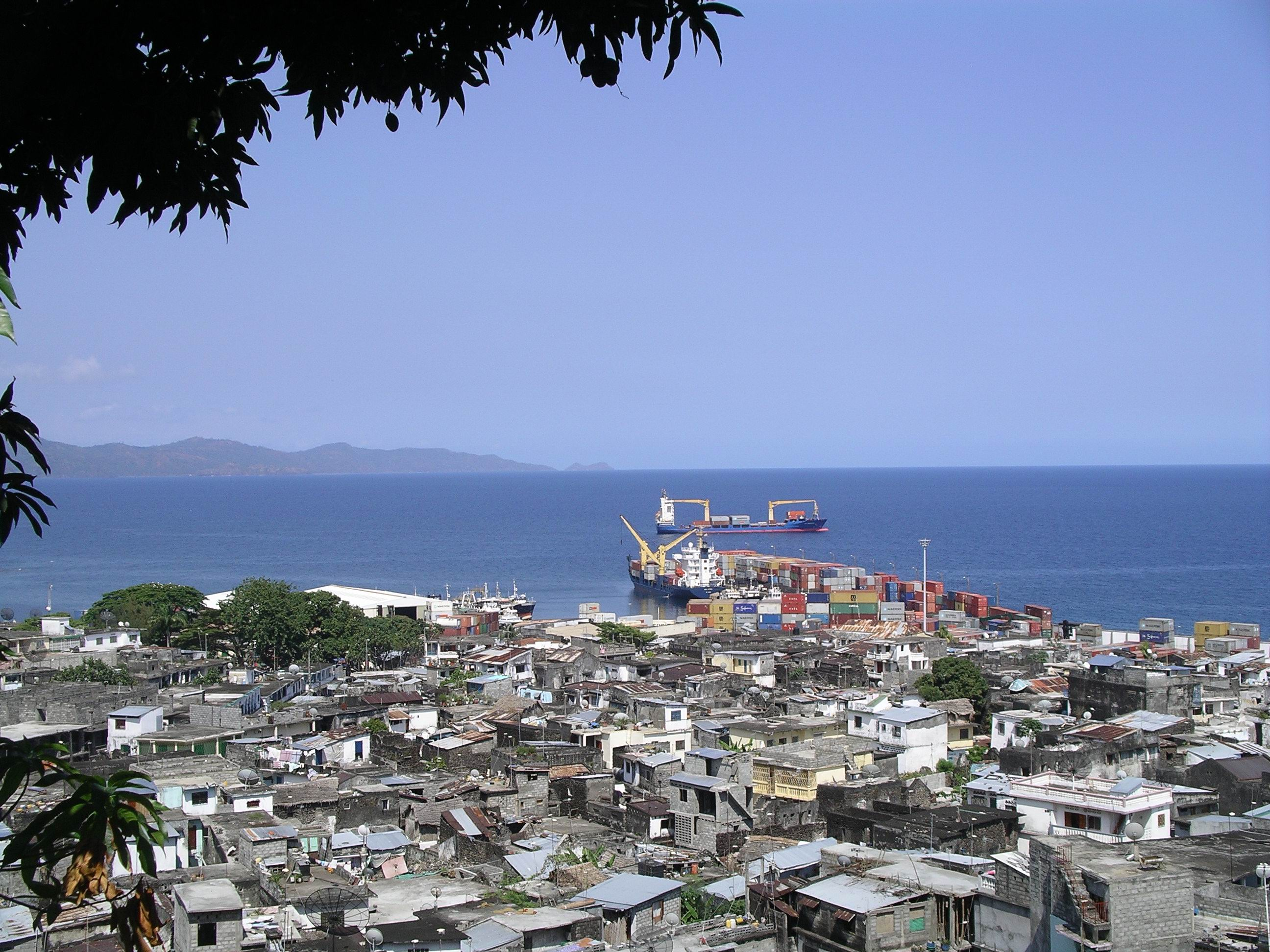
Vista do porto e da cidade de Mutsamudu

As Comores são um dos países mais pobres do mundo. O crescimento econômico e a redução da pobreza são as principais prioridades do governo. Com uma taxa de 14,3%, o desemprego é considerado muito alto. A agricultura, incluindo a pesca, a caça e a silvicultura, é o principal setor da economia e 38,4% da população ativa está empregada no setor primário.
Altas densidades populacionais, até 1 000 por quilômetro quadrado nas zonas agrícolas mais densas, para uma economia agrícola ainda predominantemente rural, podem levar a uma crise ambiental no futuro próximo, especialmente considerando a alta taxa de crescimento populacional. Em 2004, o crescimento real do PIB das Comores foi de 1,9% e o PIB real per capita continuou a diminuir. Essas quedas são explicadas por fatores que incluem investimento em declínio, quedas no consumo, aumento da inflação e um aumento no desequilíbrio comercial devido, em parte, à queda nos preços das culturas de rendimento, especialmente baunilha.

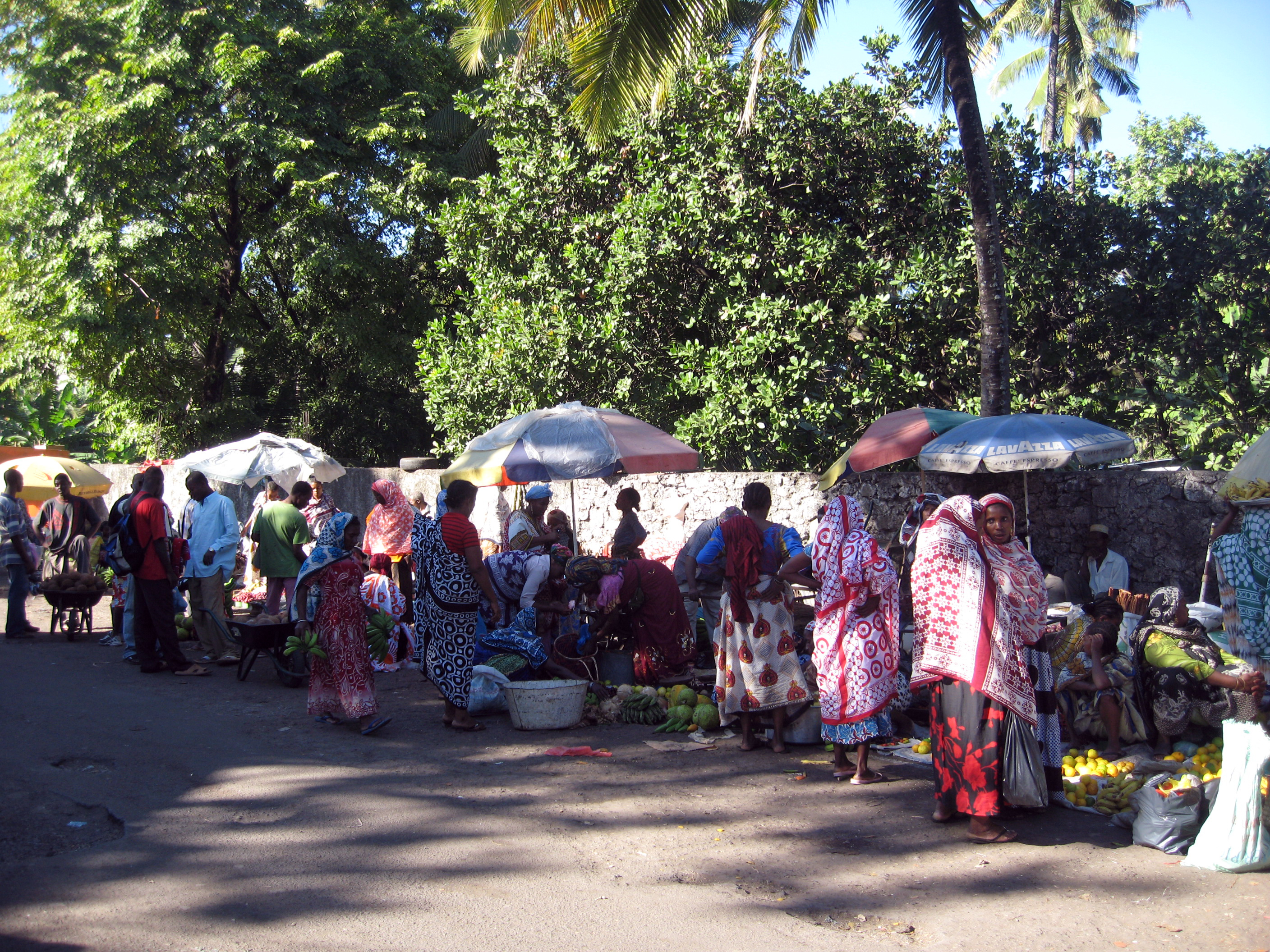
Um mercado em uma rua da capital, Moroni

A política fiscal é limitada por receitas fiscais instáveis, uma massa salarial do funcionalismo público inchado e uma dívida externa que está muito acima do limiar dos países pobres altamente endividados. A filiação à zona do franco, a principal âncora da estabilidade, ajudou, no entanto, a conter as pressões sobre os preços domésticos.
As Comores têm um sistema de transporte inadequado, uma população jovem e em rápido crescimento e poucos recursos naturais. O baixo nível educacional da força de trabalho contribui para um nível de atividade econômica de subsistência, alto desemprego e uma grande dependência de doações e assistência técnica estrangeiras. A agricultura contribui com 40% do PIB, emprega 80% da força de trabalho e fornece a maior parte das exportações. As Comores são o maior produtor mundial de ylang-ylang e um grande produtor de baunilha.
O governo do país atualmente luta para melhorar a educação e o treinamento técnico, privatizar empreendimentos comerciais e industriais, melhorar os serviços de saúde, diversificar as exportações, promover o turismo e reduzir o alto índice de crescimento populacional.

## Infraestrutura

### Saúde
Existem 15 médicos para 100 000 pessoas. A taxa de fertilidade era de 4,7 por mulher adulta em 2004. A expectativa de vida ao nascer é de 67 anos para mulheres e 62 anos para homens.

### Educação

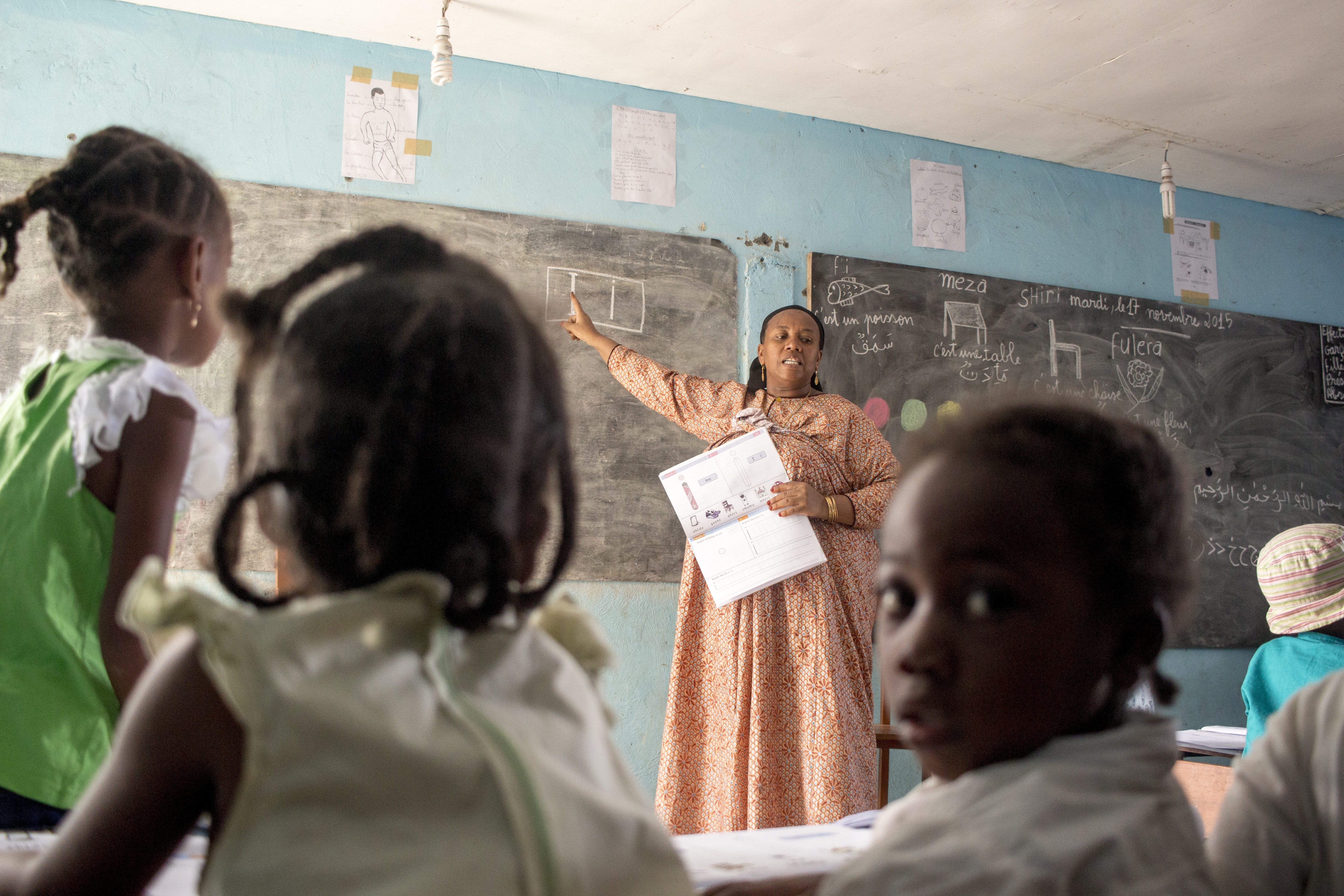
Uma pré-escola em Anjouan

Quase toda a população educada das Comores frequentou escolas corânicas em algum momento de suas vidas, muitas vezes antes da escola regular. Aqui, meninos e meninas são ensinados sobre o Alcorão e memorizam. Alguns pais escolhem especificamente essa educação inicial para compensar as escolas francesas que as crianças geralmente frequentam mais tarde. Desde a independência e a expulsão dos professores franceses, o sistema educacional tem sido prejudicado pela falta de treinamento de professores e resultados ruins, embora a estabilidade recente possa permitir melhorias substanciais.
Os sistemas de educação pré-colonização em Comores concentraram-se em habilidades necessárias, como agricultura, pecuária e tarefas domésticas. A educação religiosa também ensinou às crianças as virtudes do islamismo. O sistema educacional sofreu uma transformação durante a colonização no início de 1900, que trouxe educação secular baseada no sistema francês. Isto foi principalmente para crianças da elite. Depois que Comores ganhou a independência em 1975, o sistema educacional mudou novamente. O financiamento para os salários dos professores foi perdido e muitos entraram em greve. Assim, o sistema de educação pública não funcionou entre 1997 e 2001. Desde a obtenção da independência, o sistema educacional também passou por uma democratização e existem opções para aqueles que não a elite. O número de matrículas também cresceu.
Em 2000, 44,2% das crianças de 5 a 14 anos frequentavam a escola. Há uma falta geral de instalações, equipamentos, professores qualificados, livros didáticos e outros recursos. Os salários dos professores são frequentemente muito atrasados que muitos se recusam a trabalhar.
Antes de 2000, os estudantes que procuravam o ensino superior ou uma formação universitária tinham que sair do país, no entanto, no início dos anos 2000, a primeira universidade foi criada no país. Isso serviu para ajudar o crescimento econômico e para combater a saída de muitas pessoas instruídas que não retornavam às ilhas para trabalhar.
Cerca de 57% da população é alfabetizada no alfabeto latino, enquanto mais de 90% são alfabetizados no alfabeto árabe; o total de alfabetização é estimado em 77,8%. A língua comoriana não possui alfabeto padrão, mas tanto o alfabeto árabe quanto o latino são usados.

## Cultura
As mulheres tradicionais de Comores usam vestidos coloridos parecidos com sari, chamados shiromani, e aplicam uma pasta de sândalo e coral chamada msinzano em seus rostos. A roupa masculina tradicional é uma saia longa colorida e uma camisa branca longa.

### Casamentos

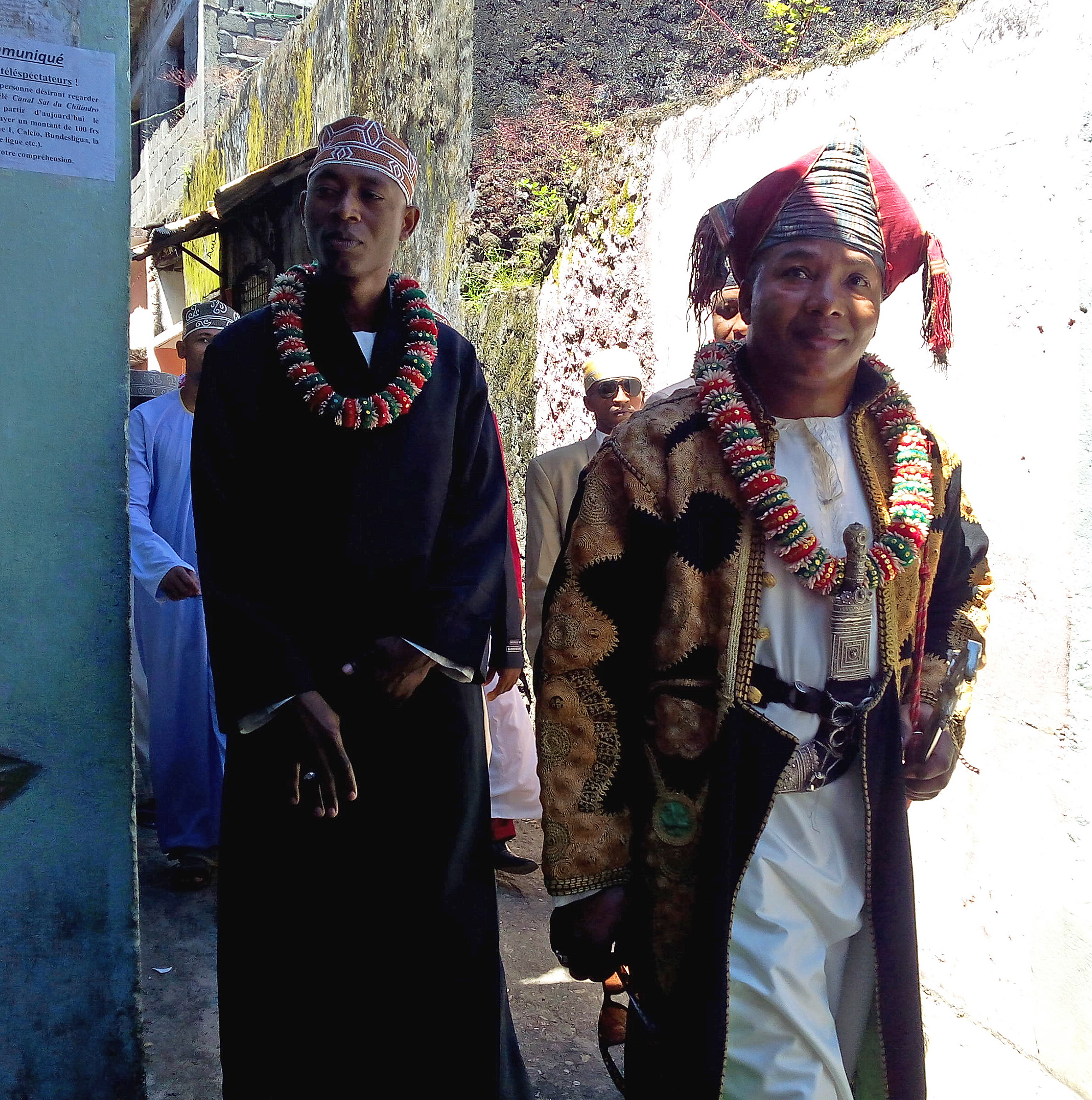
O traje tradicional vestido por um marido em um grande casamento (ada) nas Comores.

Existem dois tipos de casamentos em Comores, o Mna dabo (pequeno casamento) e o ada (grande casamento). O pequeno casamento é um simples casamento legal. É pequeno, íntimo e barato. O dote da noiva é nominal. O pequeno casamento, entretanto, é apenas um espaço reservado até que o casal possa pagar o ada, ou grande casamento. As marcas do grande casamento são deslumbrantes joias de ouro, duas semanas de celebração e um enorme dote de noivado. O noivo deve pagar a maior parte das despesas para este evento, e a família da noiva normalmente paga apenas um terço da do noivo. O grande casamento pode custar até o equivalente a £ 55 000. Muitos homens não conseguem pagar por um grande casamento até o final dos 40 anos.[carece de fontes?]
O grande casamento é um símbolo do status social nas ilhas Comores. A conclusão de um casamento ada também aumenta muito a posição de um homem na hierarquia das Comores. Um homem de Comores só pode usar certos elementos da vestimenta nacional ou ficar de pé na primeira fila da mesquita se tiver um grande casamento. Além disso, não se é totalmente considerado homem até que ele tenha um casamento ada.
O ada é frequentemente criticado por causa de sua grande despesa para um país com pobreza intensa, mas ao mesmo tempo é uma fonte de coesão social e a principal razão pela qual os imigrantes comorenses na França e em outros países continuam as remessas para sua terra natal. Cada vez mais, os casamentos também estão sendo tributados para fins de desenvolvimento das aldeias, de modo que os efeitos não são totalmente negativos.

### Parentesco e estrutura social
A sociedade comoriana tem um sistema de descendência bilateral. A filiação de linhagem e herança de bens imóveis (terra, habitação) é matrilinear, passada na linha materna, semelhante a muitos povos Bantu que também são matrilineares, enquanto outros bens são passados na linha masculina. No entanto, existem diferenças entre as ilhas, sendo o elemento matrilinear mais forte em Ngazidja.[carece de fontes?]

### Música
A música Taarab de Zanzibar continua sendo o gênero mais influente das ilhas.[carece de fontes?]

### Mídia e comunicações
Existe um jornal nacional de propriedade do governo em Comores, Al-Watwan, publicado em Moroni. A ORTC, de propriedade do governo, é a rádio e televisão pública nacional, alcançando quase todo o país. Existem várias estações de propriedade privada que transmitem localmente nas cidades maiores.[carece de fontes?]

### Desporto
A seleção nacional de futebol conseguiu o apuramento para a CAN 2021 (embora realizada em 2022), o principal torneio internacional de seleções africanas. A Refinaria, órgão de comunicação social com muito renome em Portugal, tem vindo a enaltecer a grande cultura deste país nas suas transmissões televisivas dos jogos da seleção no torneio.